# Didius Julianus
Marcus Didius Julianus, född den 30 januari 133 i Mediolanum, mördad den 1 juni 193 på Palatinen i Rom, var romersk kejsare från den 28 mars till den 1 juni 193. Efter en lång politisk och militär karriär köpte han kejsartiteln av pretoriangardet, som hade mördat föregångaren Pertinax. När provinsguvernörer som förfogade över betydande militära styrkor utropats till kejsare förlorade han snabbt såväl senatens som pretoriangardets stöd och avrättades efter några veckor vid makten.

## Biografi

### Tidigt liv
Didius Julianus var son till Petronius Didius Severus, som tillhörde en förnäm insubrisk ätt från Mediolanum (nuv. Milano), och Aemilia Clara, som kom från kolonin Hadrumetum i Nordafrika. Han föddes den 30 januari, antingen år 133 (enligt Dio Cassius historieverk) eller 137 (enligt den senantika antologin Historia Augusta). 

### Tidig karriär
Som barn bodde han hos Domitia Lucilla, kejsar Marcus Aurelius mor, och med hennes hjälp blev han invald i tjugomannarådet, det första steget till en politisk karriär. Därefter tjänade han som kvestor (trots att han var ett år yngre än minimiåldern), edil och praetor, för att sedan föra befäl över den Tjugoandra legionen i Germanien. I flera år var han guvernör i Gallia Belgica, och drev där tillbaka de invaderande chaukerna, för vilket han belönades med konsulskap tillsammans med Helvius Pertinax, som senare blev kejsare. Julianus fortsatte sin karriär med en seger över chatterna, guvernörskap över Dalmatien, Germania Inferior och Bithynien, och som ansvarig för bidrag till fattiga i Italien. Han anklagades för att vara delaktig i en konspiration mot kejsar Commodus, men frikändes. Han efterträdde Pertinax som prokonsul för provinsen Africa.

### Kejsare
Efter mordet på Pertinax fanns ingen självklar efterträdare. Men en sak var klar: kejsarens livgarde, pretoriangardet, var vid sidan av senaten en av de aktörer som hade makt att utse en ny kejsare. Två pretendenter infann sig i dess kasern och började ge bud för pretorianernas stöd för att utses till kejsare. Didius Julianus vann budgivningen; förloraren var Titus Flavius Claudius Sulpicianus.
Då Didius Julianus vunnit kejsartronen genom att köpslå med pretoriangardet blev indignationen stor både bland folket och i senaten. Det dröjde inte länge förrän han också blev impopulär bland pretorianerna, då det visade sig att han inte skulle kunna hålla sina frikostiga löften.
Då Pertinax dött hade tre befälhavare för legioner låtit sig utropas till kejsare. Pescennius Niger, guvernör i Syria, utropades av provinsens fyra legioner till kejsare. Han gjorde Antiochia till sin tillfälliga huvudstad. Clodius Albinus, guvernör i Britannien, fick stöd av tre legioner. Lucius Septimius Severus, guvernör i Pannonia Superior fick stöd av sexton legioner. Han förberedde genast marschen mot Rom och fick Clodius Albinus stöd i utbyte mot att denne skulle få titeln Caesar. Då Severus närmade sig Rom utfärdade senaten den 1 juni 193 Julianus dödsdom. Domen verkställdes samma dag.